# Bejaria resinosa
Bejaria resinosa es una especie de planta' perteneciente a la familia Ericaceae, nativa de los Andes, en Colombia, Ecuador, Perú y Venezuela, entre los 1750 y los 3700 m s. n. m. Se le conoce como pegamosco, pegajosa, angucho, carbonero, azalea  del  monte, pegapega, payama y purunrosa.

## Características
Es  un  arbusto, que alcanza entre 0,5 y 2 m de altura. Las hojas son coriáceas, planas o revolutas. Las flores son vistosas  de  color  rojo, presentan anteras pendiculares y están cubiertas de  una  resina, la cual le sirve para atrapar insectos. Los fruto son cápsulas globosas de color marrón.

## Usos
Es usada como goma para atrapar insectos. La medicina tradicional le atribuye propiedades, en Ecuador para tratar heridas y esguinces, como purgante y para prevenir ataques al corazón; en Perú, para tratar dolencias respiratorias. El estudio fitoquímico de esta especie determinó actividad antiinflamatoria causada por la mezcla de triterpenos y  la quercetina que posee.